# Hagionim
Hagionim (stgr. ἅγιος hágios „święty” + ὄνυμα ónyma „nazwa”) – pseudonim utworzony od imienia lub nazwiska świętego.